# Hércules Poirot
Hércules Poirot (Hercule Poirot en la versión original en inglés y pronunciado [ɛʀ'kyl pwa'ʀo] en francés) es un detective privado belga creado por Agatha Christie. Junto con Miss Marple, es uno de los personajes más famosos creados por la escritora y es el protagonista de 33 novelas y 50 relatos cortos publicados entre 1920 y 1975. 
Poirot ha sido interpretado tanto en la televisión como en el cine por varios actores, como Albert Finney, David Suchet, Peter Ustinov, Ian Holm, Tony Randall, Alfred Molina y Kenneth Branagh.

## Descripción

### Influencia
El personaje se basó en otros dos detectives de ficción de la época: Hercule Popeau, de Marie Belloc Lowndes y Monsieur Poiret de Frank Howel Evans, un oficial de policía jubilado francés que vivía en Londres. Agatha Christie también construyó su personaje y le dio nacionalidad, por un grupo de refugiados belgas exiliados, producto de la Primera Guerra Mundial. En el capítulo El misterioso caso de Styles, de la serie Agatha Christie's Poirot (donde el actor británico David Suchet interpreta a Poirot), se muestra al detective alojándose en pensiones, junto con otros compañeros de su misma nacionalidad, y que ostentan una apariencia similar a la suya. Una influencia más evidente sobre las primeras historias de Poirot es la de Arthur Conan Doyle. En una autobiografía, Christie admite que «yo todavía escribía en la tradición de Sherlock Holmes –el detective excéntrico, el títere ayudante, con un detective de Scotland Yard tipo Lestrade, el inspector Japp–». Por su parte, Doyle reconoció la base de Sherlock Holmes sobre el modelo del detective ficticio francés Auguste Dupin, de Edgar Allan Poe, quien, en su empleo «de razonamiento», prefigura la confianza de Poirot sobre sus «pequeñas células grises».
Poirot también tiene una llamativa semejanza con el detective ficticio de A. E. W. Mason, el Inspector Hanaud de la Sûreté (policía) francesa. Su primera aparición fue en la novela de 1910 At the Villa Rose, que fue escrita seis años antes que la primera novela Poirot. En el capítulo 4 de la segunda novela del Inspector Hanaud, The House of the Arrow (1924), Hanaud declara sentando cátedra moral a la heroína: «Usted es sabia, mademoiselle... Porque, después de todo, soy Hanaud. Hay solo uno».
A diferencia de los modelos mencionados, Poirot es belga. Su llegada de un país ocupado por Alemania proporciona una muy buena razón del porqué un detective tan experto estaría sin trabajo y disponible para solucionar misterios en una casa de campo inglesa, pero, también, en el momento de la escritura, fue considerada patriótica para expresar la solidaridad con los belgas, ya que la invasión de su país había constituido casus belli británico para entrar en la Primera Guerra Mundial.

### Popularidad
La primera aparición de Hércules Poirot fue en El misterioso caso de Styles, publicado en 1920, y su última aparición fue en Telón, publicado en 1975, el año anterior a la muerte de Agatha Christie. Sobre la publicación de esta novela, Poirot es el único personaje de ficción del que se ha dado un obituario en el New York Times, el 6 de agosto de 1975: "Hercule Poirot Is Dead; Famed Belgian Detective; Hercule Poirot, the Detective, Dies" ("Hércules Poirot está muerto; afamado detective belga"; Hércules Poirot, el detective, muere").
Hacia 1930, Agatha Christie encontró a Poirot "insufrible" y, hacia 1960, sintió que era "detestable, ampuloso, pesado, egocéntrico". Sin embargo, el público lo amaba y Christie rechazó matarlo, alegando que era su deber hacer lo que al público le gustaba, y lo que al público le gustaba era Poirot.

### Rasgos físicos
El capitán Arthur Hastings describió a Poirot como:

Él medía apenas más de cinco pies y cuatro pulgadas, pero se desenvolvía con una gran dignidad. Su cabeza tenía exactamente la forma de un huevo y siempre la ladeaba un poco hacia un lado. Su bigote era muy tieso y militar. Incluso si toda su cara estuviera cubierta, las puntas del bigote y la nariz rosada serían visibles. La pulcritud de su vestimenta era casi increíble; creo que una mota de polvo le habría causado más dolor que una herida de bala. Sin embargo este hombrecito de vestimenta pintoresca había sido en su tiempo uno de los miembros más famosos de la policía belga.
Arthur Hastings.

## Biografía

### Familia e infancia
Es difícil sacar conclusiones concretas sobre la familia de Poirot, ya que éste, a menudo, suministra información falsa o errónea sobre sí mismo o sus antecedentes, a fin de que le ayude en la obtención de información relevante para un caso particular. En el capítulo 21 de El asesinato de Roger Ackroyd, por ejemplo, habla de un sobrino con discapacidad mental, pero resulta ser un ardid para informarse sobre los hogares para personas no aptas mentalmente, aunque esto no significa que Poirot no tenga tal sobrino.
En El testigo mudo, relata historias de su madre anciana e inválida como un pretexto para investigar a las enfermeras locales. En Los cuatro grandes, el capitán Arthur Hastings cree que conoce a Aquiles (Achille) Poirot (en una parodia evidente hacia Mycroft Holmes) que es su hermano menor. En esta ocasión, Aquiles es, casi seguramente, Poirot mismo, disfrazado (Poirot habla en el capítulo 18 de haber enviado a Aquiles «a la tierra de los mitos»); sin embargo, en Los trabajos de Hércules (parodia de los doce trabajos de Hércules), menciona a su hermano Aquiles, diciendo que murió muy joven.

## Muerte
Poirot muere por complicaciones de la condición de su corazón al final de la obra Telón. En este cuento, Poirot mueve sus pastillas fuera de su propio alcance posiblemente por culpabilidad. Se vio forzado a ser asesino en el Telón, aunque fue por el beneficio de otros. El mismo Poirot admitió que quería matar a su víctima poco tiempo antes de su propia muerte para evitar sucumbir a la arrogancia del asesino. 
El «asesino» que Poirot buscaba no había matado a nadie expresamente, pero muy sutil y psicológicamente, había manipulado a otros para que mataran por él. Poirot, por lo tanto, se ve forzado a matar al hombre, porque de otra manera hubiera continuado con sus acciones y nunca hubiera sido condenado oficialmente. Al final del cuento se revela que Poirot finge necesidad de una silla de ruedas para engañar a la gente, diciendo que él sufre de artritis y dar la impresión de estar más enfermo de lo que está en la realidad. Sus últimas palabras son «Cher ami!», dichas a Hastings mientras el capitán sale del cuarto. Poirot fue enterrado en Styles y su funeral (según el rito católico) fue arreglado por el propio Hastings y su hija, Judith.

## Personaje
Es el personaje más famoso de la escritora británica Agatha Christie. Poirot impresiona a todo el mundo con la «utilización de sus células grises» para resolver los casos más complicados que se le presentan. Es un detective retirado que siempre tiene gran cantidad de trabajo y busca resolver misterios que le atraigan por su complejidad intelectual.
Poirot, de acuerdo con la descripción de la propia autora, es un hombrecillo de poca estatura, rollizo, cabeza en forma de huevo y un impresionante bigote que, para él, constituye un orgullo. Según asegura en muchas oportunidades, su bigote es el mejor de Inglaterra aunque, en la novela Cartas sobre la mesa, acepta que tal vez pueda compararlo con el de míster Shaitana, un multimillonario que resultaría asesinado. En El asesinato de Roger Ackroyd, publicado en 1926, el doctor Sheppard, quien narra esta historia, piensa cuando lo conoce, que se trata de un peluquero retirado, a juzgar por su pomposo bigote y sus modales remilgados. Poirot es atildado hasta el extremo, su apariencia personal es siempre impoluta y adora «el orden y el método». Venera la simetría, la limpieza, las comodidades, la calefacción central y la línea recta: en su apartamento no existen muebles ni adornos de líneas curvas. Es sumamente cortés y habla intercalando frases o palabras en francés como mon ami o précisement. Aunque se asegura que su inglés sea perfecto, cuando está nervioso comete fallos gramaticales, algunos detectados y corregidos por su fiel amigo Hastings. También suele referirse a sí mismo en tercera persona. Antiguo miembro de la Policía belga, llegó a Inglaterra como refugiado durante la Primera Guerra Mundial y ya no abandonaría el país, donde se establecería como detective privado de gran éxito. A pesar de que mucha gente lo confunde con un francés, él siempre corrige que es belga. Como una prima donna, Poirot está siempre anunciando su inminente retiro: planea irse al campo y dedicarse a cultivar calabacines (en El asesinato de Roger Ackroyd finalmente lo hace, pero, ante la aparición de un nuevo caso, lo deja inmediatamente). Huelga decir que abandona su retiro en cuanto aparece un caso que llame su atención. En una de las novelas, en que aparece, confiesa ser un devoto católico.
Sus métodos son totalmente distintos a los seguidos por la Policía: él se detiene en el estudio de la naturaleza humana, utiliza la psicología para sacar conclusiones y llegar a la solución final del caso. Desprecia las pistas que, al parecer, se presentan claras, como huellas digitales, y se interesa más por los detalles que aparentan ser insignificantes, pero que, luego, resultan de vital importancia. La mayoría de los policías de Scotland Yard suelen burlarse de sus métodos para, después, ir aceptando lo inevitable. En muchas novelas, aparece sosteniendo una gran rivalidad con un policía de la Sûreté, Giraud, acostumbrado a la metodología «más moderna», e incluso en Asesinato en el campo de golf, llega a apostar, poniendo como garantía su preciado bigote, quién resolverá primero el caso.
Poirot apareció en la primera novela que publicó Agatha Christie, El misterioso caso de Styles. En ella, aparece también el capitán Arthur Hastings, compañero de Poirot en varias de sus aventuras y su Watson particular. Además de Hastings, otros personajes habituales en las novelas de Poirot son su mayordomo George, su secretaria Felicity Lemon, el inspector Japp (que también aparece en El misterioso caso de Styles), el señor Goby (el mejor informante de Londres, según el propio detective, con una habilidad especial para conseguir cualquier dato útil que Poirot requiriese) y la escritora Ariadne Oliver, quien se considera que, probablemente, sea un trasunto de la propia Agatha Christie, a juzgar por diversas similitudes que comparten (el personaje de Ariadne Oliver es descrito en las novelas como una autora de novelas policiacas de mucho éxito y, al igual que la propia Agatha Christie, un excéntrico detective protagoniza la mayoría de sus obras).
La última aparición de Poirot es en Telón, el último libro de Agatha Christie, en el cual cuenta el último caso de Poirot, ya viejo y enfermo, junto con su fiel amigo Hastings, a quien le revela un secreto: durante los últimos años de su vida, había perdido cabello en abundancia, por lo que optó por usar peluca.
A pesar de que la novela Telón es la última de la serie Poirot y de la serie de Agatha Christie en general (se publicó en 1975, un día después del fallecimiento de la escritora), fue escrita en realidad 36 años antes, en 1940 aproximadamente. Según declaraciones de la propia Agatha Christie, la escribió conjuntamente con Un crimen dormido (donde aparece por última vez el personaje de Miss Marple), en fechas de la Segunda Guerra Mundial. Por lo tanto, desde esa fecha, Poirot ya había dejado de existir.
Algunos de los memorables escenarios donde Hércules Poirot resolvió sus casos son reales. Por ejemplo, la isla de los Contrabandistas, que se menciona en Maldad bajo el sol, es, en realidad, una pequeña porción de tierra llamada Burgh Island, frente a Bigbury-on-Sea, donde también se desarrolla la trama de Diez negritos. La casa donde se comete el asesinato en El templete de Nasse House, no es otro que el embarcadero de la propia casa de la autora, "Greenway", ubicada en Devon.
El argumento de Asesinato en el Orient Express se le ocurrió a Agatha Christie cuando viajaba en ese mismo tren y el vehículo se detuvo por efecto de la nieve, proporcionando a los pasajeros una noche de frío y temor. La escritora terminó el libro en un hotel cerca de la estación del Orient Express. La habitación, que ocupó en ese hotel, constituye hoy un pequeño museo de la autora.

## Relatos en los que aparece Hércules Poirot
El detective Hércules Poirot hace aparición en 41 de los libros de Agatha Christie. Algunos de ellos contienen varios casos de Poirot.
1. (1920) El misterioso caso de Styles (The Mysterious Affair at Styles)
2. (1923) Asesinato en el campo de golf (Murder on the Links)
3. (1924) Poirot investiga (Poirot Investigates)
4. (1926) El asesinato de Roger Ackroyd            (The Murder of Roger Ackroyd)
5. (1927) Los cuatro grandes                       (The Big Four)
6. (1928) El misterio del tren azul                (The Mystery of the Blue Train)
7. (1932) Peligro inminente                        (Peril at End House)
8. (1933) Poirot infringe la ley                   (The Hound of Death)
9. (1933) La muerte de Lord Edgware                (Lord Edgware Dies)
10. (1934) Asesinato en el Orient Express           (Murder on the Orient Express)
11. (1935) Tragedia en tres actos                   (Three Act Tragedy)
12. (1935) Muerte en las nubes                      (Death in the Clouds)
13. (1936) El misterio de la guía de ferrocarriles  (The A.B.C. Murders)
14. (1936) Cartas sobre la mesa                     (Cards on the Table)
15. (1936) Asesinato en Mesopotamia                    (Murder in Mesopotamia)
16. (1937) Muerte en el Nilo                        (Death on the Nile)
17. (1937) El testigo mudo                          (Dumb Witness or Poirot Loses a Client)
18. (1937) Asesinato en Bardsley Mews                        (Murder in the Mews)
19. (1938) Cita con la muerte (Appointment with Death)
20. (1939) Navidades trágicas (Hercule  Poirot's Christmas)
21. (1940) La muerte visita al dentista (One, Two, Buckle My Shoe)
22. (1940) Un triste ciprés (Sad Cypress)
23. (1941) Maldad bajo el sol (Evil under the Sun)
24. (1942) Cinco cerditos (Five Little Pigs)
25. (1946) Sangre en la piscina (The Hollow)
26. (1947) Los trabajos de Hércules (The Labours of Hercules)
27. (1948) Pleamares de la vida (Taken at the Flood)
28. (1950) Tres ratones ciegos (Three Blind Mice)
29. (1951) Ocho casos de Poirot (The Under Dog)
30. (1952) La señora McGinty ha muerto (Mrs.  McGinty's Dead)
31. (1953) Después del funeral (After the Funeral or Funerals are Fatal)
32. (1955) Asesinato en la calle Hickory (Hickory, Dickory, Dock or Hickory, Dickory, Death)
33. (1956) El templete de Nasse-House (Dead Man's Folly)
34. (1959) Un gato en el palomar (Cat Among the Pigeons)
35. (1960) Pudding de Navidad (The Adventure of the Christmas Pudding)
36. (1963) Los relojes (The Clocks)
37. (1966) La tercera muchacha (Third Girl)
38. (1969) Las manzanas (Hallowe'en Party)
39. (1972) Los elefantes pueden recordar (Elephants Can Remember)
40. (1974) Primeros casos de Poirot (Poirot's Early Cases)
41. (1975) Telón: el último caso de Hércules Poirot (Curtain: Poirot's Last Case)

## Adaptaciones al cine y televisión

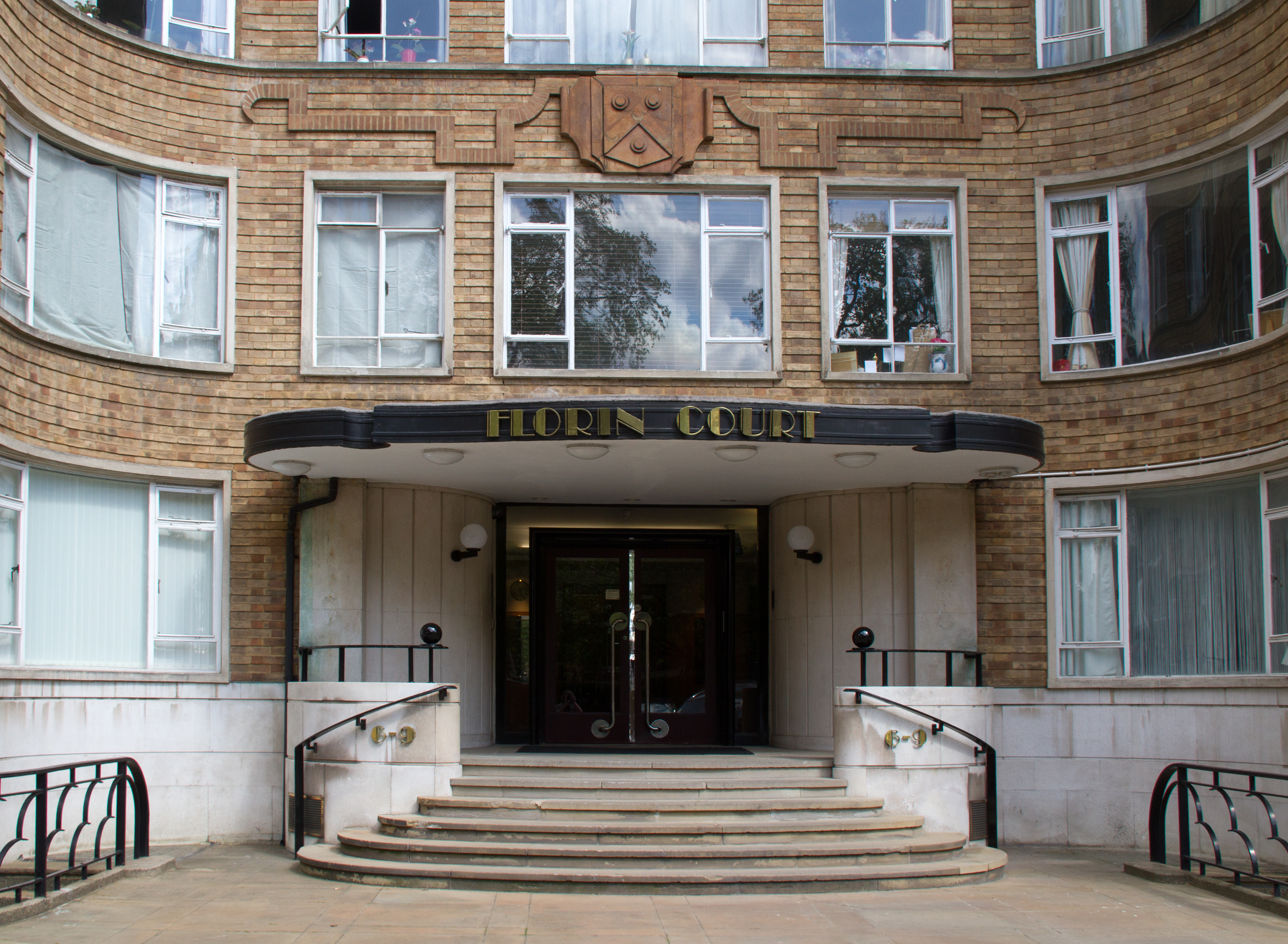
Puerta principal de Florin Court, la que fue residencia ficticia del personaje, conocida en sus obras como Whitehaven Mansions

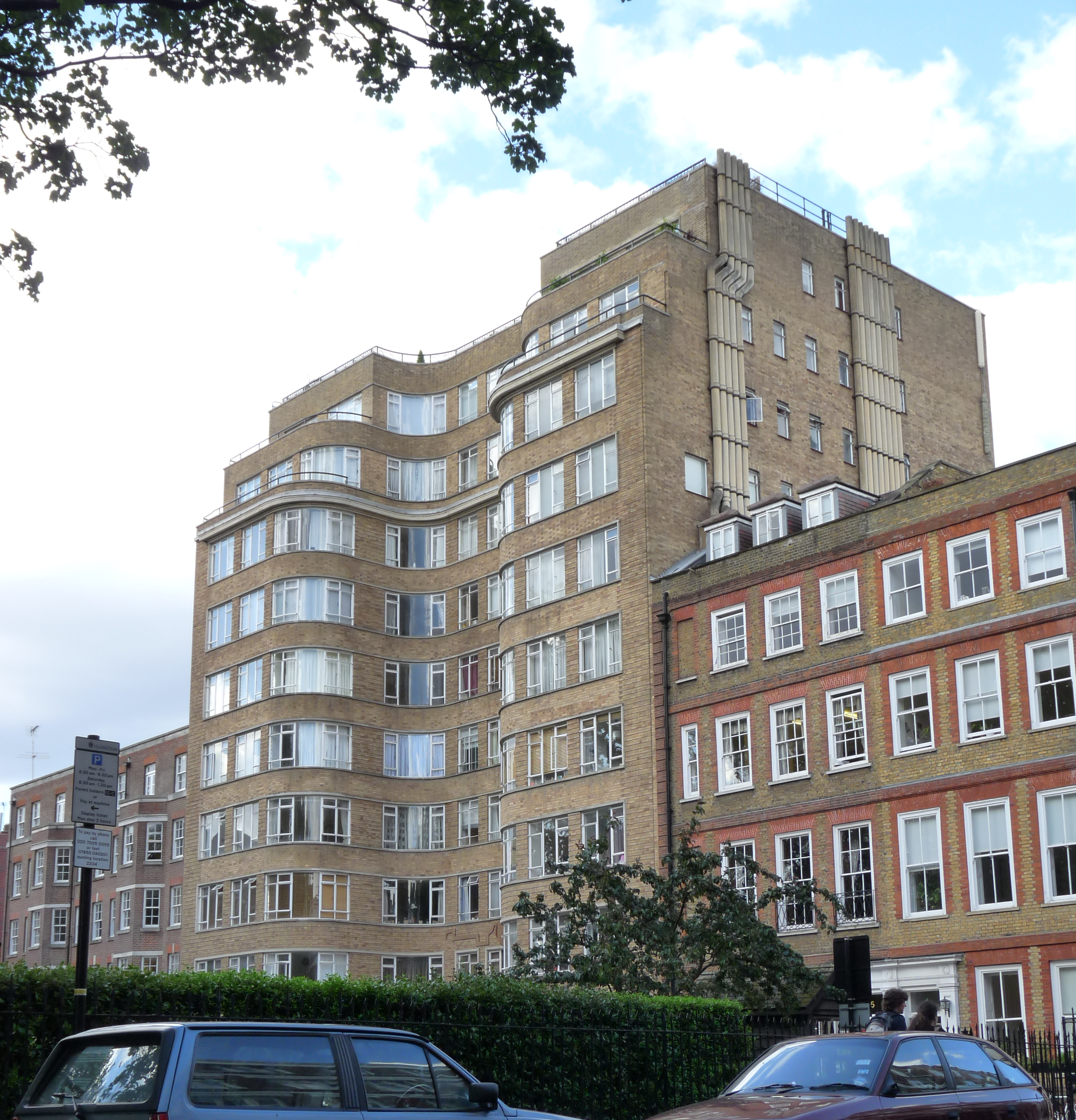
Florin Court, más conocida como Whitehaven Mansions, la supuesta residencia de Hércules Poirot en Londres, vista desde Charterhouse Street

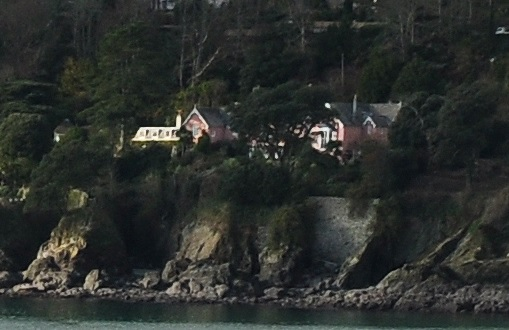
Moult House, cerca de South Sands, Salcombe (sureste de Inglaterra). Fue utilizada como End House en el filme Peril at End House

Hércules Poirot es uno de los detectives más populares de la historia de la literatura, debido a su característico estilo, elegancia, inteligencia y sus no menos interesantes casos. Por este motivo el personaje fue llevado al cine en múltiples ocasiones: Alibi (1931), Black Coffe (1931), Lord Edgware (1934), The Alphabet Murders (1966), Murder on the Orient Express (1974), Thirteen at Dinner (1985), Dead Man´s Folly (1986), Murder in three Acts (1986), Appointment with death (1988), Death on the Nile (1978), Evil Under the Sun (1982), protagonizadas estas últimas por Peter Ustinov.
Incluso contó con su propia serie de televisión: Agatha Christie: Poirot (1989), protagonizada por el actor británico David Suchet, que alcanzó trece temporadas.
En el año 2017, el personaje fue llevado nuevamente al cine con la película Murder on the Orient Express,  encarnado por Kenneth Branagh, quien repitió el papel en el año 2021 con la película Muerte en el Nilo, y nuevamente en 2023 con la película Misterio en Venecia.

### Actores que ha interpretado a Hércules Poirot
- Peter Ustinov.
- David Suchet.
- Kenneth Branagh.
- Albert Finney.
- John Malkovich.
- Austin Trevor.
- Ian Holm.
- Tony Randall.
- Alfred Molina.